# 레일리 산란

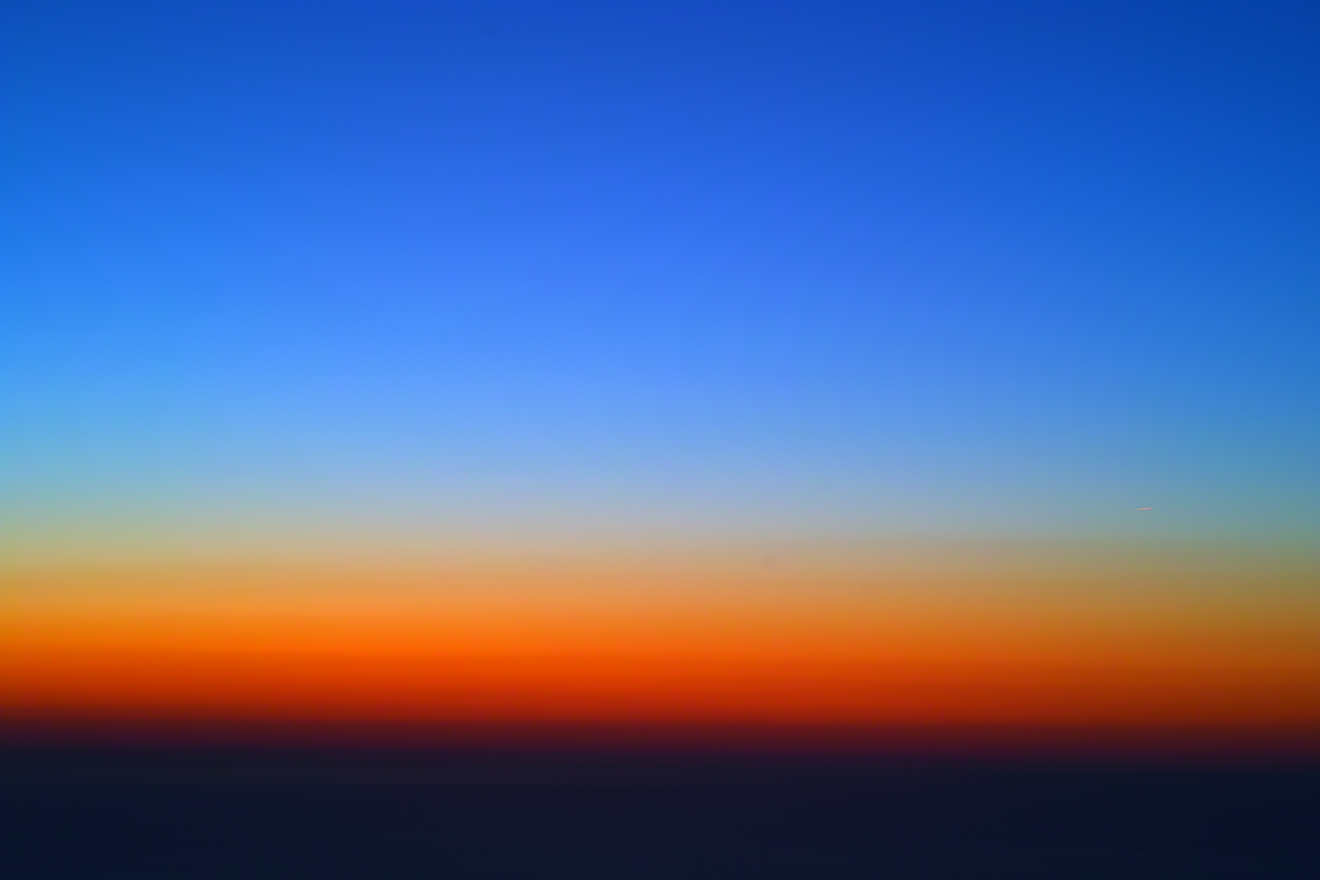
레일리 산란은 일몰 후에 더 잘 나타난다. 이 사진은 500m 고도에서 약 일몰 1시간 후에 해가 진 지평선을 촬영하였다.

레일리 산란(Rayleigh scattering)은 전자기파가 파장보다 매우 작은 입자에 의하여 탄성 산란되는 현상이다. 빛이 기체나 투명한 액체 및 고체를 통과할 때 발생한다. 대기 속에서의 태양광의 레일리 산란은 하늘이 푸르게 보이는 주된 이유다. 공기중의 입자 (주로 산소나 질소)는 가시광선 빛의 파장 크기 보다 훨씬 작기 때문이다. 빛이 그의 파장보다 작은 입자를 만날 경우, 빛은 모든 방향으로 산란된다. 따라서 하늘이 파란건 파란빛이 붉은빛 보다 훨씬 더 많이 산란되기 때문이다. 반대로 일출이나 일몰 때 하늘이 붉은 것도 이로 설명할 수 있다. 해질 무렵과 해뜰 무렵에 태양 빛은 더욱 먼 거리를 통과해야 하기 때문에 푸른빛은 거의 다 산란이 되어 아예 없어지고, 하늘에 보이는 빛은 붉은색이나 주황색을 띠게 된다.

## 역사
존 윌리엄 스트럿 레일리가 1871년부터 레일리 산란의 이론을 도입하였다.

## 전개
산란 입자의 크기는 그것의 특성인 반경 r과 파장λ의 비 x로 변수화되었다.
{\displaystyle x={\frac {2\pi r}{\lambda }}}
레일리산란은 {\displaystyle x\ll 1}인 작은 크기일 때 일어난다고 정의할 수 있다. 큰 구형 입자에서의 산란은 임의의 크기 x에 대한 미 이론 에 의해 설명 될 수 있다. 미 이론은 레일리 근사를 감소시킨다. 광선에서 일어나는 레일리 산란의 양은 입자의 크기와 빛의 파장에 따라 다르다. 빛의 세기 I는, 편광되지 않은 파장λ이고 강도I0인 빛이 작은 입자로 흩어진다.
{\displaystyle I=I_{0}{\frac {1+\cos ^{2}\theta }{2R^{2}}}\left({\frac {2\pi }{\lambda }}\right)^{4}\left({\frac {n^{2}-1}{n^{2}+2}}\right)^{2}\left({\frac {d}{2}}\right)^{6}}
단, R은 관찰자와 입자간의 거리, θ는 산란각, n은
편광되지 않은 파장의 굴절지수, d는 입자의 직경이다.

## 분자에서의 레일리산란
분자에서의 레일리산란도 가능하다. 각각의 분자는 굴절률과 반경이 잘 정의되어 있지 않아도 상관없다. 대신 분자는 극갈림도 {\displaystyle \alpha }를 갖는데 이것은 분자에 있는 전하가 전기장에서 얼마나 많이 움직이는지 기술한 것이다. 이 경우에 단일 입자에 대한 레일리산란 강도는 다음과 같이 주어진다.
{\displaystyle I=I_{0}{\frac {8\pi ^{4}\alpha ^{2}}{\lambda ^{4}R^{2}}}(1+\cos ^{2}\theta ).}
레일리 단일 입자로부터의 레일리산란의 양은 또한 단면적 {\displaystyle \sigma }에 의해 표현될 수 있다. 예를 들면, 대기의 주 요소인 질소는 532 nm(녹색광)파장에서 5.1×10−31 m2의 레일리 단면적을 갖는다. 이것은 대기압에서, 1m움직이는 동안 빛이 10−5분의 1만큼 산란 된다는 뜻이다.
산란이 파장에 강하게 의존한다는 것은 청색광이 적색광보다 잘 산란된다는 것을 의미한다. 대기에서 청색 파장이 더 긴 파장(붉은 파장)보다 큰 범위로 산란된다는 이 결과로 인해 하늘을 보았을 때 푸른색으로 보이게 된다.

## 같이 보기
- 라만 산란
- 광학적 현상
- 미 이론
- 틴들 효과
- 분해능
- 마리안 스몰루코프스키
- 미 산란